# Józef Sękowski
Józef Julian Sękowski, álnév Brambeus báró (oroszul Осип-Юлиан Сенковский), (Antagonka, 1800. március 31. – Szentpétervár 1858. március 16.) lengyel orientalista, író és költő, a Szubrawców Társaság tagja. Vilniusi szabadkőművesek 1819-ben támogatták a Közel-Keletre irányuló tudományos expedícióját.
A novemberi felkelés bukása után is orosz szolgálatában maradt a szentpétervári egyetem professzoraként.

## Művei
- Nagy meghallgatás Lucipertől
- Fantasztikus utazások